# برت بیتل
برت بیتل (انگلیسی: Bert Bithell; ۱۹ نوامبر ۱۹۰۰ – ۱۸ اکتبر ۱۹۶۹) بازیکن فوتبال بود.
از باشگاه‌هایی که در آن بازی کرده‌است می‌توان به باشگاه فوتبال ساوتپورت اشاره کرد.